# Paulette Mestre
Paula Maestre Saiz (Burgos, 25 de septiembre de 1975) es una escritora española de novela romántica y erótica, autora bajo el seudónimo de Paulette Mestre de la trilogía de novelas romántico-eróticas The four brothers

## Biografía
Paula Maestre inició su carrera literaria con la publicación de la primera novela La tentación, en enero de 2015, que sería la primera parte de una trilogía con un The four brothers. A la que siguieron en abril de ese mismo año Pasaporte a la felicidad, primer spin-off de dicha trilogía y, en diciembre, también de 2015, La Manipulación, segunda parte de dicha saga. En noviembre de 2016, La Traición, tercera y última novela de The four brothers, cierra su primer ciclo narrativo.
Al finalizar la publicación de su primera trilogía, anunció en una entrevista radial que se encontraba trabajando en una libro de relatos y en un Thriller. Fruto de esos trabajos aparecieron la colección de cuentos Una rosa en la playa y otros relatos románticos (enero de 2017) y la novela romántica de misterio La dama de Centum Cellae (mayo de 2017). 
La novelista desarrolla asimismo continuas colaboraciones en antologías para propósitos benéficos, destacándose su participación en una antología benéfica en favor del tratamiento de las pacientes afectadas por el Síndrome de Rett y contra la violencia de género.
En agosto de 2017, publicó su sexta novela El origen del ángel oscuro; con la que se interna en el género fantástico y paranormal.
En el presente sigue escribiendo y planea la publicación de un volumen de cuentos para niños.